# Малаві на Чемпіонаті світу з водних видів спорту 2015
Малаві взяла участь у Чемпіонаті світу з водних видів спорту 2015, який пройшов у Казані (Росія) від 24 липня до 9 серпня.

## Плавання
Малавійські плавці виконали кваліфікаційні нормативи в дисциплінах, які наведено в таблиці (не більш як 2 плавці на одну дисципліну за часом нормативу A, і не більш як 1 плавець на одну дисципліну за часом нормативу B):
Чоловіки
| Спортсмен  | Дисципліна          | Попередній заплив | Попередній заплив | Півфінал        | Півфінал        | Фінал           | Фінал           |
| Спортсмен  | Дисципліна          | Час               | Місце             | Час             | Місце           | Час             | Місце           |
| ---------- | ------------------- | ----------------- | ----------------- | --------------- | --------------- | --------------- | --------------- |
| Брейв Ліфа | 50 м вільним стилем | 29.07             | 109               | Завершив виступ | Завершив виступ | Завершив виступ | Завершив виступ |
| Брейв Ліфа | 50 м батерфляєм     | 30.92             | 73                | Завершив виступ | Завершив виступ | Завершив виступ | Завершив виступ |

Жінки
| Спортсменка         | Дисципліна           | Попередній заплив | Попередній заплив | Півфінал         | Півфінал         | Фінал            | Фінал            |
| Спортсменка         | Дисципліна           | Час               | Місце             | Час              | Місце            | Час              | Місце            |
| ------------------- | -------------------- | ----------------- | ----------------- | ---------------- | ---------------- | ---------------- | ---------------- |
| Таяміка Чанганамуно | 50 м на спині        | 38.81             | 51                | Завершила виступ | Завершила виступ | Завершила виступ | Завершила виступ |
| Таяміка Чанганамуно | 50 м брасом          | 47.00             | 69                | Завершила виступ | Завершила виступ | Завершила виступ | Завершила виступ |
| Захра Пінто         | 50 м вільним стилем  | 30.20             | 91                | Завершила виступ | Завершила виступ | Завершила виступ | Завершила виступ |
| Захра Пінто         | 100 м вільним стилем | 1:07.32           | 87                | Завершив виступ  | Завершив виступ  | Завершив виступ  | Завершив виступ  |